# Franki-Dąbrowa
Franki-Dąbrowa – wieś w Polsce położona w województwie podlaskim, w powiecie wysokomazowieckim, w gminie Kobylin-Borzymy.
W latach 1975–1998 miejscowość administracyjnie należała do województwa łomżyńskiego.
Wierni kościoła rzymskokatolickiego należą do parafii św. Stanisława Biskupa i Męczennika w Kobylinie-Borzymach.

## Historia
Franki założone najprawdopodobniej w XV w. W I Rzeczypospolitej należały do ziemi bielskiej.
W roku 1827 miejscowość liczyła 18 domów i 108 mieszkańców. Pod koniec XIX w. Słownik geograficzny Królestwa Polskiego informuje: Franki, wsie szlacheckie, powiat mazowiecki, gmina Piszczaty, parafia Kobylin.
W roku 1921 we wsi naliczono 26 budynków z przeznaczeniem mieszkalnym oraz 127 mieszkańców (56 mężczyzn i 71 kobiet). Narodowość polską podało 126 osób, a 1 inną.